# Dieleghem
Dieleghem ou Dielegem, aussi appelé quartier Saint-Joseph, est un quartier de la commune de Jette (Région de Bruxelles-Capitale) qui s'est construit autour de l'ancienne abbaye de Dieleghem. Dieleghem fut une commune indépendante de Jette au XVIIIe siècle.
Le comité de quartier "Les Ketjes de Dieleghem" assure la défense et la promotion du quartier. 
Le quartier est bordé par le bois de Dieleghem.

## Histoire
L'histoire de ce quartier est intimement liée à celle de l'abbaye de Dieleghem. 
À la révolution française, le domaine de l'abbaye ainsi que ses dépendances devint une commune indépendante avant d'être rapidement annexée par Jette-Ganshoren. Elle fait maintenant partie de Jette.
La demeure abbatiale accueille le musée communal de Jette depuis 1972 ainsi que des expositions temporaires. La commune de Jette y célèbre aussi les mariages.